# Valley of the Damned (Demo)
Valley of the Damned (Demo) es un álbum demo de Dragonforce, autopublicado en el 2000 bajo su antiguo nombre de DragonHeart. Este demo fue publicado exclusivamente a través de la ahora muerta página de Internet MP3.com. Así, este álbum ha sido permanentemente descontinuado. 

## Lista de temas
1. «Valley of the Damned» - 7:02
2. «Revelations» - 7:01
3. «Starfire» - 5:47
4. «Black Winter Night» - 6:23
5. «Disciples of Babylon» - 7:06

## Formación
- Herman Li: Guitarra eléctrica y voz de acompañamiento
- Sam Totman: Guitarra eléctrica y voz de acompañamiento
- ZP Theart: Voz y voz de acompañamiento
- Steve Scott: Bajo y voz de acompañamiento

## Músicos invitados
- Clive Nolan: Teclados
- Peter Hunt: Batería

- Datos: Q12221171